# Station Steeton and Silsden
Steeton and Silsden is een spoorwegstation van National Rail in Steeton, Bradford in Engeland. Het station is eigendom van Network Rail en wordt beheerd door Northern Rail. Het station is geopend in 1990.